# FC Sirius Zhovti Vody
El FC Sirius Zhovti Vody fue un equipo de fútbol de Ucrania que jugó en la Liga Soviética de Ucrania, la primera división de la RSS de Ucrania.

## Historia
Fue fundado en el año 1955 en la ciudad de Zhovti Vody del Óblast de Dnipropetrovsk con el nombre Avangard Zhoti Vody y durante el periodo soviético fue campeón de liga en 1961 y llegó a la final de la Copa Soviética de Ucrania en 1959.
Tras la disolución de la Unión Soviética y la independencia de Ucrania el club pasa a llamarse FC Sirius Zhovti Vody y juega en la Segunda Liga de Ucrania, donde logra el título en la temporada 1993/94 y juega en la Primera Liga de Ucrania, año donde se muda a la ciudad de Kryvyi Rih.
Un año después se fusiona con el SV Kryvyi Rih y desaparece en 1996 siendo reemplazado por el FC Nyva Bershad.

## Palmarés

### Era Soviética
- Liga Soviética de Ucrania: 1

1961
- Segunda División Soviética de Ucrania: 1

1966
- Campeonato de Dnipropetrovsk: 3

1958, 1959, 1989

### Era Independiente
- Segunda Liga de Ucrania: 1

1993/94

## Jugadores

### Jugadores destacados
- Yuri Golov